# Nagroda Bollingena
Bollingen Prize for Poetry (Poetycka Nagroda Bollingen) – amerykańska nagroda literacka przyznawana przez Beinecke Rare Book & Manuscript Library Uniwersytetu Yale za najlepszą książkę poetycką amerykańskiego twórcy wydaną w okresie między nagrodami, obecnie raz na dwa lata. Nagroda powstała w 1948, po raz pierwszy przyznano ją w 1949. Do 1963 przyznawano ją corocznie.

## Laureaci
- 2021 – Mei-mei Berssenbrugge(inne języki)
- 2019 – Charles Bernstein(inne języki)
- 2017 – Jean Valentine(inne języki)
- 2015 – Nathaniel Mackey(inne języki)
- 2013 – Charles Wright
- 2011 – Susan Howe(inne języki)
- 2009 – Allen Grossman(inne języki)
- 2007 – Frank Bidart(inne języki)
- 2005 – Jay Wright(inne języki)
- 2003 – Adrienne Rich
- 2001 – Louise Glück
- 1999 – Robert Creeley
- 1997 – Gary Snyder
- 1995 – Kenneth Koch
- 1993 – Mark Strand
- 1991 – Laura Riding i Donald Justice(inne języki)
- 1989 – Edgar Bowers(inne języki)
- 1987 – Stanley Kunitz
- 1985 – John Ashbery i Fred Chappell(inne języki)
- 1983 – Anthony Hecht(inne języki) i John Hollander(inne języki)
- 1981 – Howard Nemerov i May Swenson(inne języki)
- 1979 – W.S. Merwin
- 1977 – David Ignatow(inne języki)
- 1975 – Archie Randolph Ammons
- 1973 – James Merrill
- 1971 – Richard Wilbur i Mona Van Duyn
- 1969 – John Berryman i Karl Shapiro(inne języki)
- 1967 – Robert Penn Warren
- 1965 – Horace Gregory(inne języki)
- 1963 – Robert Frost
- 1962 – John Hall Wheelock(inne języki) i Richard Eberhart
- 1961 – Yvor Winters(inne języki)
- 1960 – Delmore Schwartz i David Jones
- 1959 – Theodore Roethke
- 1958 – E. E. Cummings
- 1957 – Allen Tate
- 1956 – Conrad Aiken
- 1955 – Léonie Adams i Louise Bogan(inne języki)
- 1954 – W.H. Auden
- 1953 – Archibald MacLeish i William Carlos Williams
- 1952 – Marianne Moore
- 1951 – John Crowe Ransom(inne języki)
- 1950 – Wallace Stevens
- 1949 – Ezra Pound